# 天津印字馆大楼
天津印字馆大楼兴建于1886年，坐落在天津英租界的主要街道维多利亚道（今解放北路189号），该建筑目前是重点保护等级历史风貌建筑和天津市文物保护单位。

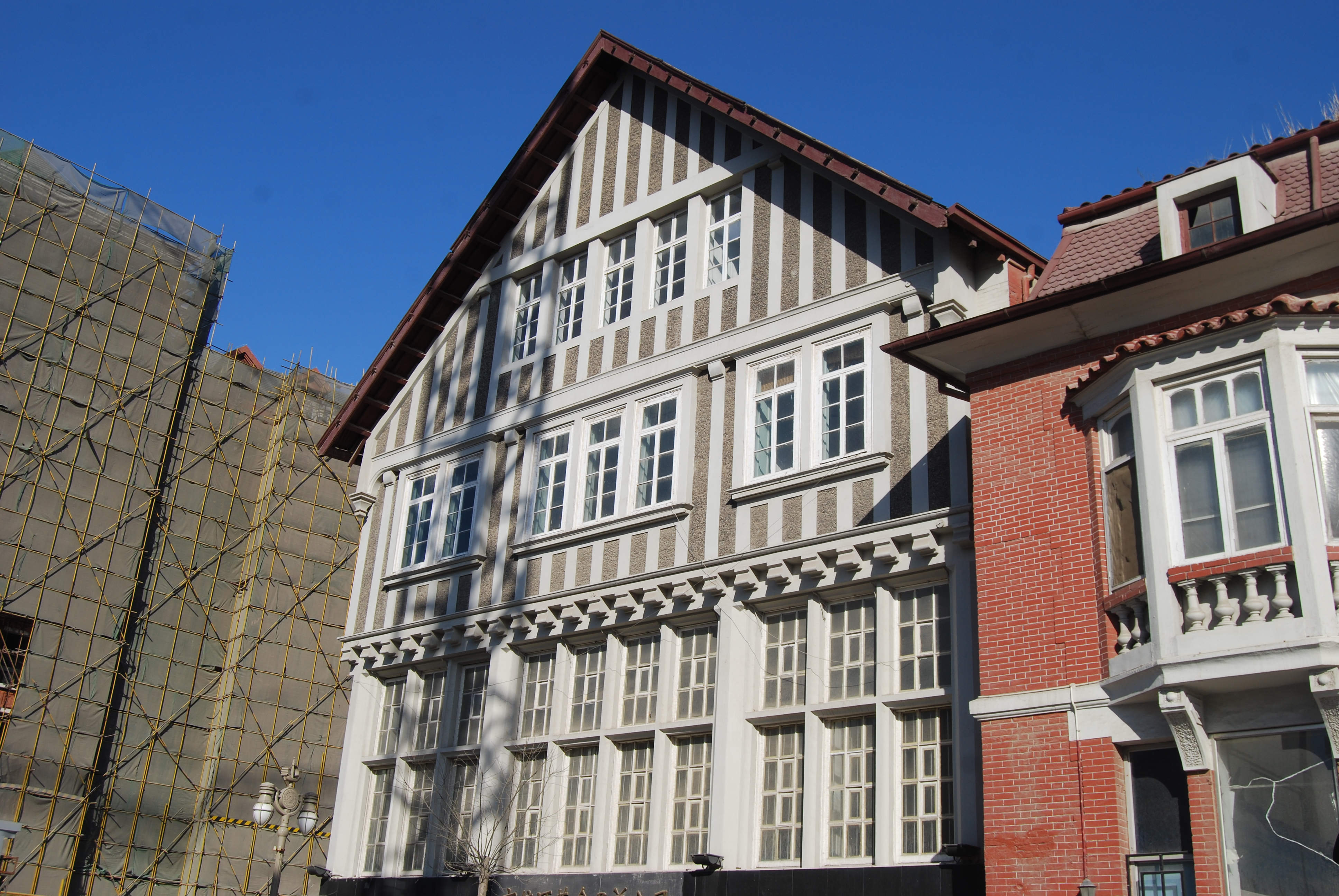
天津印字馆

## 历史
天津印字馆大楼原为一家由英商肯特建立的英国人在天津创办的铅字印刷厂。1894年开始开始印制英文版的《京津泰晤士报》，同时还翻译一些国外科技书刊和各种中英文书籍，是一家集路透社天津分社、英文《京津泰晤士报》、铅字印刷厂于一体的英国文化机构。

## 建筑
天津印字馆大楼建筑面积3020平方米，由英国永固工程师库克和安德森设计。为四层砖木结构，外立面饰铺设麻石，里面为红砖，楼面红白相间并用白色直线条纹装饰。是一座具有巴伐利亚风格的建筑。